# ASPack
ASPack是一种可压缩32位Windows EXE文件与DLL文件的压缩工具，能将大多数EXE文件及DLL文件平均压缩百分之三十到四十的压缩率。有时被用于免杀技术
ASPack可选择压缩时产生备份文件(*.BAK)及还原原来的文件类形，或者删除备份文件。内置多种语言，包括台湾正体及简体中文。